# Beatrix a Țărilor de Jos
Beatrix Wilhelmina Armgard de Orania-Nassau (n. 31 ianuarie 1938, Baarn, Utrecht, Țările de Jos) este fiica cea mare a reginei Juliana și a soțului acesteia, Prințul Bernhard. A fost regină a Regatului Țărilor de Jos care cuprinde: Țările de Jos, Curaçao, Sint Maarten și Aruba, din 1980 până în 2013. În urma abdicării ea este numită Prințesa Beatrix.
Copilăria și-a petrecut-o în exil, în Canada, unde a făcut și primii ani de școală. Întoarsă acasă, regina și-a terminat studiile în țară, obținând, în 1961, diploma în drept, la Universitatea Leiden. A fost măritată cu diplomatul german Claus von Amsberg, până la moartea acestuia pe 6 octombrie 2002. Este mamă a trei băieți: prințul Willem-Alexander, Prinț de Orange, prințul Johan Friso și prințul Constantĳn.
După ce a anunțat cu 3 luni înainte că va abdica  în favoarea fiului ei cel mare, Prințul Moștenitor Willem-Alexander Beatrix a făcut aceasta la 30 aprilie 2013, de Koninginnedag (Ziua Reginei).

## Tinerețe și educație
Prințesa Beatrix s-a născut Prințesa Beatrix Wilhelmina Armgard a Olandei, de Orania-Nassau și de Lippe-Biesterfeld la 31 ianuarie 1938 la Palatul Soestdĳk din Baarn, Olanda. A fost fiica cea mare a Prințesei Iuliana a Olandei și a lui Bernhard de Lippe-Biesterfeld. Nașii de botez ai Beatrixei sunt: regele Leopold al III-lea al Belgiei, Prințesa Alice, Contesă de Athlone, Prințesa Elisabeth zu Erbach-Schönberg, Ducele Adolf Friedrich de Mecklenburg și Contesa Allene de Kotzebue. Când Beatrix avea un an, în 1939, s-a născut sora sa Prințesa Irene.
Când a izbucnit cel de-Al Doilea Război Mondial, în mai 1940, familia regală olandeză s-a mutat la Londra, Marea Britanie. O lună mai târziu, Beatrix a plecat la Ottawa, Canada cu mama sa Iuliana și sora sa Irene, în timp ce tatăl ei Bernhard și bunica regina Wilhelmina au rămas la Londra.
Familia a locuit la reședința Stornoway. Cea de-a doua soră a Beatrixei, Prințesa Margriet, s-a născut în 1943. În timpul exilului din Canada, Beatrix a urmat grădinița și școala primară Rockcliffe Park Public School.
Familia s-a întors în Olanda la 2 august 1945. Beatrix a urmat școala De Werkplaats din Bilthoven. Cea de-a treia soră, Prințesa Christina s-a născut în 1947. La 6 septembrie 1948, mama sa, Iuliana, i-a succedat bunicii sale Wilhelmina ca regină a Olandei, iar Beatrix a devenit moștenitoare prezumptivă a tronului Olandei la vârsta de zece ani.

## Căsătorie și copii

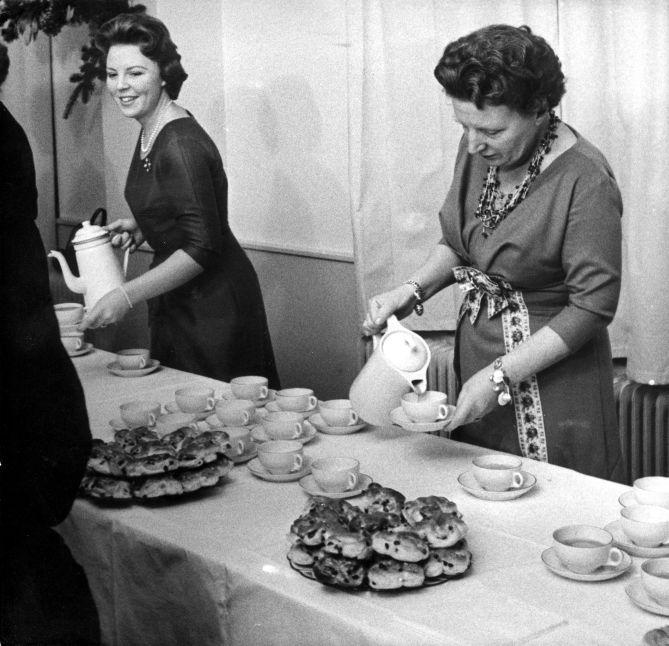
Crăciun la Palatul Soestdĳk; Regina Iuliana și Prințesa Beatrix, 22 decembrie 1960.

Apariția ei pe scena politică a fost aproape imediat marcată de controverse. În 1965, prințesa Beatrix s-a logodit cu aristocratul german Claus von Amsberg, un diplomat al Ministerului German de Externe. Căsătoria lor a provocat un protest masiv în timpul nunții la Amsterdam la 10 martie 1966. Prințul Claus a servit în Tineretul lui Hitler și în Wehrmacht și a fost, prin urmare, asociat de către o parte a populației olandeze cu nazismul german.
Protestele au inclus sloganuri memorabile, cum ar fi "Claus 'raus!" (Claus afară!) și "Mĳn fiets terug" (Dă-mi înapoi bicicleta), o trimitere la memoria soldaților germani ocupanți care confiscau biciclete olandeze. O bombă de fum a fost aruncată în alaiul de la nuntă de către un grup provo, provocând lupte de stradă violente cu forțele de poliție. Pe măsură ce timpul a trecut, prințul Claus a devenit unul dintre membri cei mai populari ai monarhiei din Țările de Jos și moartea sa din anul 2002 a fost larg jelită.
Cuplul a avut trei copii:
- Prințul Willem-Alexander (n. 27 aprilie 1967); căsătorit la 2 februarie 2002 cu Máxima Zorreguieta Cerruti; au trei fiice: prințesa Catharina-Amalia, prințesa Alexia și prințesa Ariane.
- Prințul Johan-Friso (n. 25 septembrie 1968 - 12 august 2013); căsătorit la 24 aprilie 2004 cu Prințesa Mabel a Olandei; au două fiice: contesa Luana și contesa Zaria.
- Prințul Constantin (n. 11 octombrie 1969); căsătorit la 19 mai 2001 cu Laurentien Brinkhorst; au două fiice și un fiu: contesa Eloise, contele Claus-Casimir și contesa Leonore.

## Regină a Țărilor de Jos
La 30 aprilie 1980, Beatrix a devenit regină a Țărilor de Jos la vârsta de 42 de ani, după abdicarea mamei sale, regina Iuliana. Lucrează la Palatul Noordeinde și locuiește la Huis ten Bosch în apropiere de Haga. În politica internă nu are influență; în relațiile internaționale, regina are o anumită poziție. În 1994, ministrul Afacerilor de Externe a transmis în Parlament că ambasada olandeză în Iordania a fost deschisă la cererea reginei.
La 6 octombrie 2002, soțul reginei, prințul Claus a murit după o boală lungă. Un an și jumătate mai târziu, mama ei a murit după o luptă lungă cu demența în timp ce tatăl ei a murit de cancer în decembrie 2004.
Regina Beatrix este rareori citată direct în presă, deoarece serviciul de informații guvernamentale (Rĳksvoorlichtingsdienst) condiționează interviurile astfel încât ea să nu poată fi citată. Această politică a fost introdusă la scurt timp după inaugurarea ei, conform relatărilor pentru a o proteja de complicațiile politice care pot fi generate de observații scoase din context. Acest lucru nu se aplică pentru fiul ei Prințul Willem-Alexander.
La 29 aprilie și 30 aprilie 2005 ea a celebrat jubileul de argint al domniei ei. A fost intervievată de televiziunea olandeză, a avut loc un concert în piața Dam din Amsterdam și o celebrare la Haga, sediul guvernului țării. În 1996 regina a primit Premiul Carol cel Mare pentru eforturile sale de unificare a Europei. Este membru de onoare a asociației umaniste Club de Roma..
Un moment tensionat a avut loc la 30 aprilie 2009, de "Ziua Reginei", când Beatrix și mai mulți membri de rang înalt ai familiei regale au fost țintele unui atac. Un bărbat pe nume Karst Tates a intrat cu mașina în mulțime ratând cu puțin un autobuz care o transporta pe regină. Cinci persoane au fost ucise pe loc și două victime și agresorul Tate au murit mai târziu. Alte victime ale accidentului au fost într-o situație critică.  Acesta este considerat a fi primul atac fizic asupra regalității olandeze în timpuri moderne.
În martie 2012, fiul ei mijlociu, Prințul Johan Friso, a fost victima unei avalanșe, iar în urma accidentului a intrat în comă permanentă. La 30 aprilie 2013, a abdicat, iar fiul său, Willem-Alexander, a fost încoronat rege, după 123 de ani în care tronul de la Amsterdam a fost ocupat consecutiv de către personalități feminine.